# Osmihodinový pracovní den
Osmihodinový pracovní den a další normy týkající se práce, jsou v poměru k práci jako takové poměrně moderní záležitostí. V minulosti[kdy?] pracovníci velmi běžně pracovali v nepřívětivých podmínkách, několik hodin denně a za velmi nízkou mzdu. S čím dál tím větším důrazem na svobodu a další novodobé myšlenky, které postupem času přicházely, přišla i touha změnit takto špatně nastavený pracovní režim.
První náznaky řádné osmihodinové pracovní doby lze sledovat už v 16. století za vlády Filipa II. Španělského. Pro novodobé dějiny je ale klíčová průmyslová revoluce, kdy docházelo k výrazným změnám, co se výroby a obchodu týče, dále pak Rooseveltova volební kampaň pro osmihodinový pracovní den.

## Zavedení ve světě
Zavedení 8hodinového pracovního dne byl, spíše než jednorázová změna, dlouhotrvající proces. Prvním[zdroj?] výrazným mužem, který celkové zlepšení pracovních podmínek, a především 8hodinový pracovní den, propagoval byl Robert Owen, jehož hlavním sloganem již v roce 1817 bylo „8 hodin práce, 8 hodin odpočinku a 8 hodin rekreace“. I přesto, že tuto myšlenku neprosadil, byla začátkem dlouhotrvající pracovní evoluce.
Velmi výrazným milníkem byl začátek května roku 1886. V Chicagu a v dalších městech Spojených států se konaly demonstrace s požadavkem 8hodinové pracovní doby bez snížení platu. Významné je především datum 4. května 1886, kdy bylo zabito při demonstraci výbuchem bomby několik protestujících a policistů. Tento historický okamžik je natolik významný, že již dva roky poté se začal celosvětově oslavovat jako svátek práce, který připadá na začátek zmiňovaného měsíce.
Tyto okamžiky pro změnu pracovních podmínek dostačující ale vedly v následujících letech pouze k menším změnám. Další poměrně významná změna přišla až roku 1914, kdy automobilová společnost Ford nejenom, že svým zaměstnancům snížila pracovní dobu na 8 hodin, zároveň jim také zdvojnásobila plat. Tyto změny překvapivě vedly ke zdvojnásobení zisku a k motivaci ostatních společností zlepšit podmínky svých zaměstnanců.
Konec tohoto vývoje se datuje k roku 1938, kdy byla v USA uzákoněna maximální týdenní pracovní doba na 44 hodin, která byla během následujících dvou let snížena na hodin 40. Během následujících let se podobná usnesení přenesla také do Evropy a ostatních států. Dnes již je 40hodinový pracovní týden u většiny nejenom vyspělých zemí normou, a začíná se uvažovat i o dalším snížení.

## Zavedení v Česku
Poválečné Československo zažilo velice rychlé vystřízlivění ze slavností po konci první světové války a osamostatnění. Vysoká nezaměstnanost, málo zakázek, růst cen a pokles mezd nakonec vedly k propuknutí demonstrací a protestů. Vše vyústilo k přijetí mnoha nařízení, jedním z nichž bylo i uzákonění osmihodinové pracovní doby. Stát tím dal výrazně najevo že mu záleží na pracujících, což se později ukázalo velice důležité. Stanovení nařizovalo maximální počet hodin strávených zaměstnáním na osm hodin denně a čtyřicet osm hodin týdně týkající se všech pracujících jak v soukromé, tak státní sféře, podnikání, živnostech nebo spolcích.
Po přijatém zákoně se ale změnilo mnohem více, než zkrácení pracovní doby na osm hodin denně. Vznikly povinné přestávky, noční chod podniků byl povolen pouze pokud byl nezbytný, děti se nesměly zaměstnávat vůbec dokud nedokončily základní vzdělání a nedovršily 14 let, ženy do 18 let a muži do 16 mohli vykonávat pouze lehké práce. Vše bylo kontrolováno a pokud došlo k porušení zaměstnavatel byl nucen zaplatit pokutu ve vážnějších případech docházelo i k odnětí svobody.